# Please&Secret
Please&Secret成員為Please 美眉和Secret 酷莓。為台灣的7-ELEVEN經營業者統一超商委託日本電通設計，作為台灣的7-ELEVEN超商形象代言玩偶（吉祥物）Open小將家族成員。
在設定上，Please 美眉和Secret 酷莓分別為OPEN小將和LOCK小醬的妹妹，具有變身成女高中生的魔法能力，是和家族其他成員不同的地方。
為了推廣兩位角色，邀請了擔任電視動畫LoveLive!內角色的日本女性配音員：Pile和楠田亞衣奈來替Please 美眉和Secret 酷莓進行配音，組成偶像團體Please&Secret並進行活動，發行單曲輯以及NicoNico生放送。
2015年2月20日，於每月固定的網路生放送上宣布，Please&Secret將自3月25日的專輯開始販售後，暫停團體的相關活動。

## 單曲輯

### O.P.E.N FANTASY

"O.P.E.N FANTASY"單曲輯封面

《O.P.E.N FANTASY》於2013年9月18日發售，為Please&Secret所唱的第一張單曲。其專輯同名單曲《O.P.E.N FANTASY （页面存档备份，存于）》的PV是於2013年時於高雄統一夢時代購物中心頂樓遊樂場以及夜市進行拍攝。
收錄內容
1.  [3:58]
  - 作詞：安田尊行，作曲：GUMMIN，編曲：SEI★SHIN

2.  [5:01]
  - 作詞：安田尊行，作曲、編曲：SEI★SHIN

3.  [3:58]
  - 作詞：畑亞貴，作曲、編曲：河田貴央

### きみのココロに…
《きみのココロに…》於2014年4月16日發售，為Please&Secret所唱的第二張單曲。
收錄內容
1.  [3:59]
  - 作詞：安田尊行，作曲：GUMMIN，編曲：SEI★SHIN

2.  [4:44]
  - 作詞：安田尊行，作曲、編曲：藤未樹

### あしたへ咲く花
《あしたへ咲く花》於2014年12月10日發售，為Please&Secret所唱的第三張單曲。
收錄內容
1.  [4:23]

"あしたへ咲く花"單曲輯封面

  - 作詞：安田尊行，作曲、編曲：彡ライツヨウ

2.  [3:17]
  - 作詞：安田尊行，作曲、編曲：菊地圭介

3. （Off Vocal）
4. （Off Vocal）

## 專輯

### Anniversary
《Anniversary》預計將於2015年3月25日發售，為Please&Secret所唱的第一張專輯。

"Anniversary"專輯封面

收錄內容
CD - Disc1
1.  [4:23]
  - 作詞：安田尊行，作曲、編曲：彡ライツヨウ

2.  [4:44]
  - 作詞：安田尊行，作曲、編曲：藤未樹

3.  [3:17]
  - 作詞：安田尊行，作曲、編曲：菊地圭介

4.  [3:58]
  - 作詞：安田尊行，作曲：GUMMIN，編曲：SEI★SHIN

5.  [3:58]
  - 作詞：畑亞貴，作曲、編曲：河田貴央

CD - Disc2
1.  [3:58]
  - 作詞：安田尊行，作曲：GUMMIN，編曲：SEI★SHIN

2.  [3:59]
  - 作詞：安田尊行，作曲：GUMMIN，編曲：SEI★SHIN

3.  [4:23]
  - 作詞：安田尊行，作曲、編曲：彡ライツヨウ

## 外部連結
- Spacey 官方NicoNico頁面（页面存档备份，存于）
- SPACEY CHANNEL 官方推特頁面（页面存档备份，存于）
- Please&Secret 官方推特頁面（页面存档备份，存于）
- Please美眉 官方推特頁面（页面存档备份，存于）
- Pile 個人推特頁面（页面存档备份，存于）
- 楠田亜衣奈 個人推特頁面（页面存档备份，存于）